# Scutellospora castanea
Scutellospora castanea är en svampart som beskrevs av C. Walker 1993. Scutellospora castanea ingår i släktet Scutellospora och familjen Gigasporaceae.   Inga underarter finns listade i Catalogue of Life.